# Guillaume Delisle

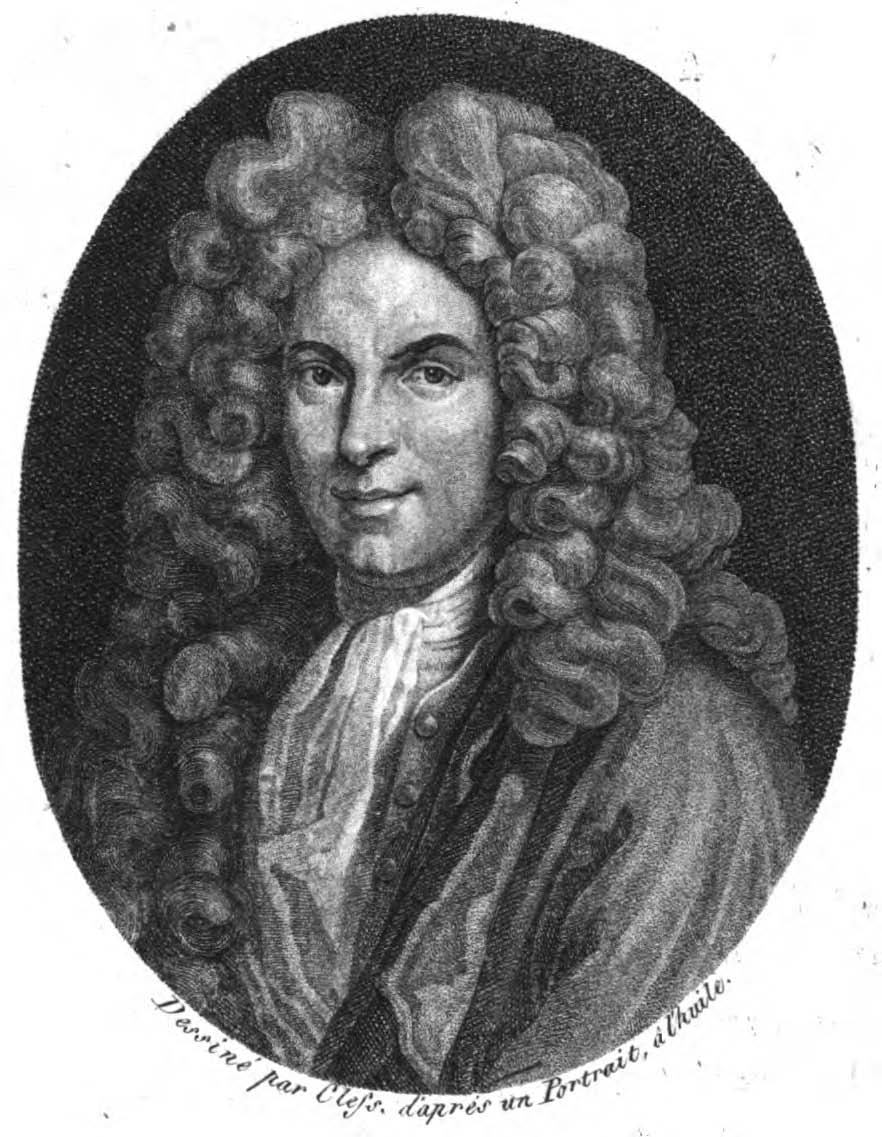
Guillaume de l’Isle

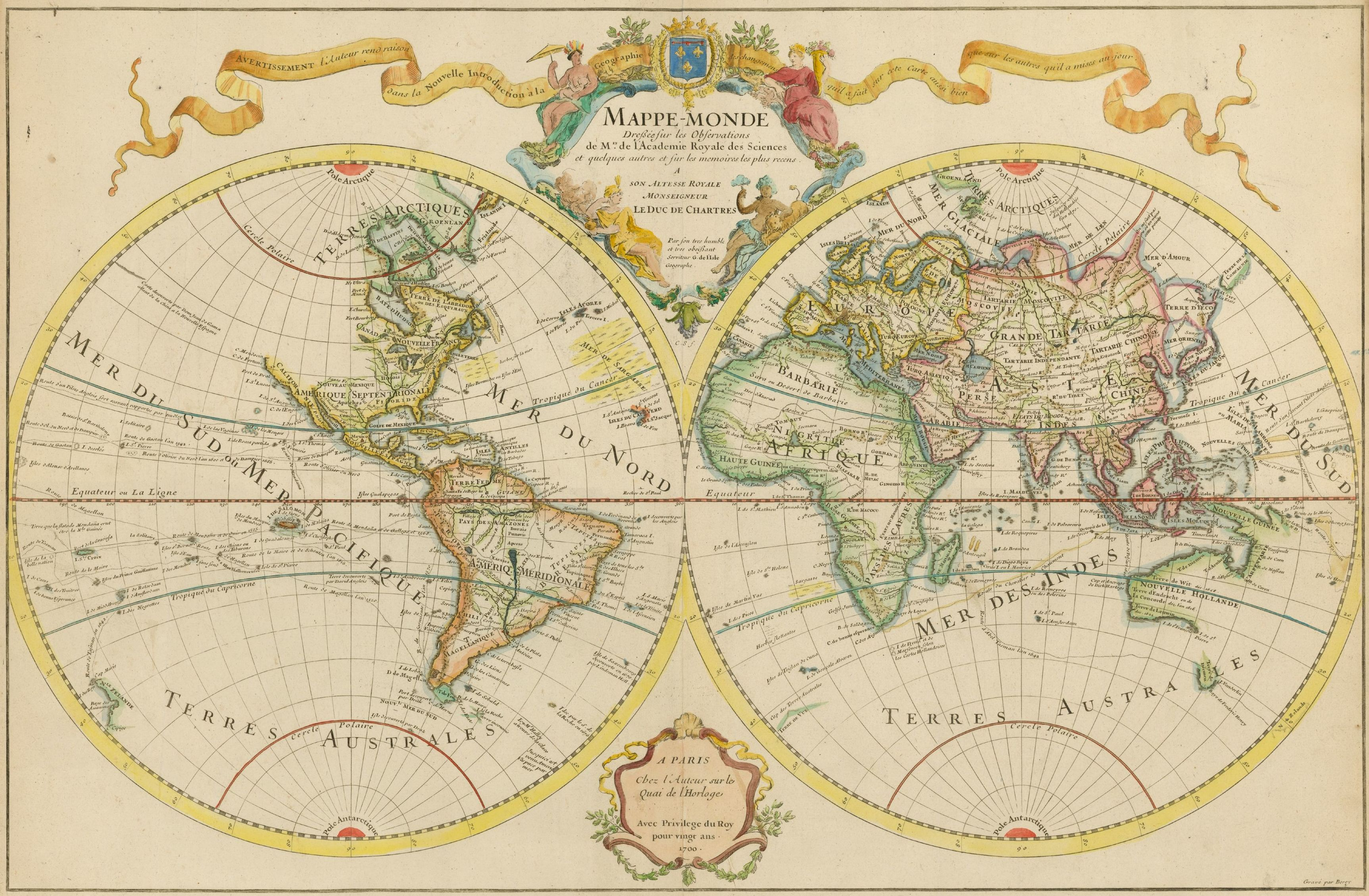
Mappe-Monde, 1700

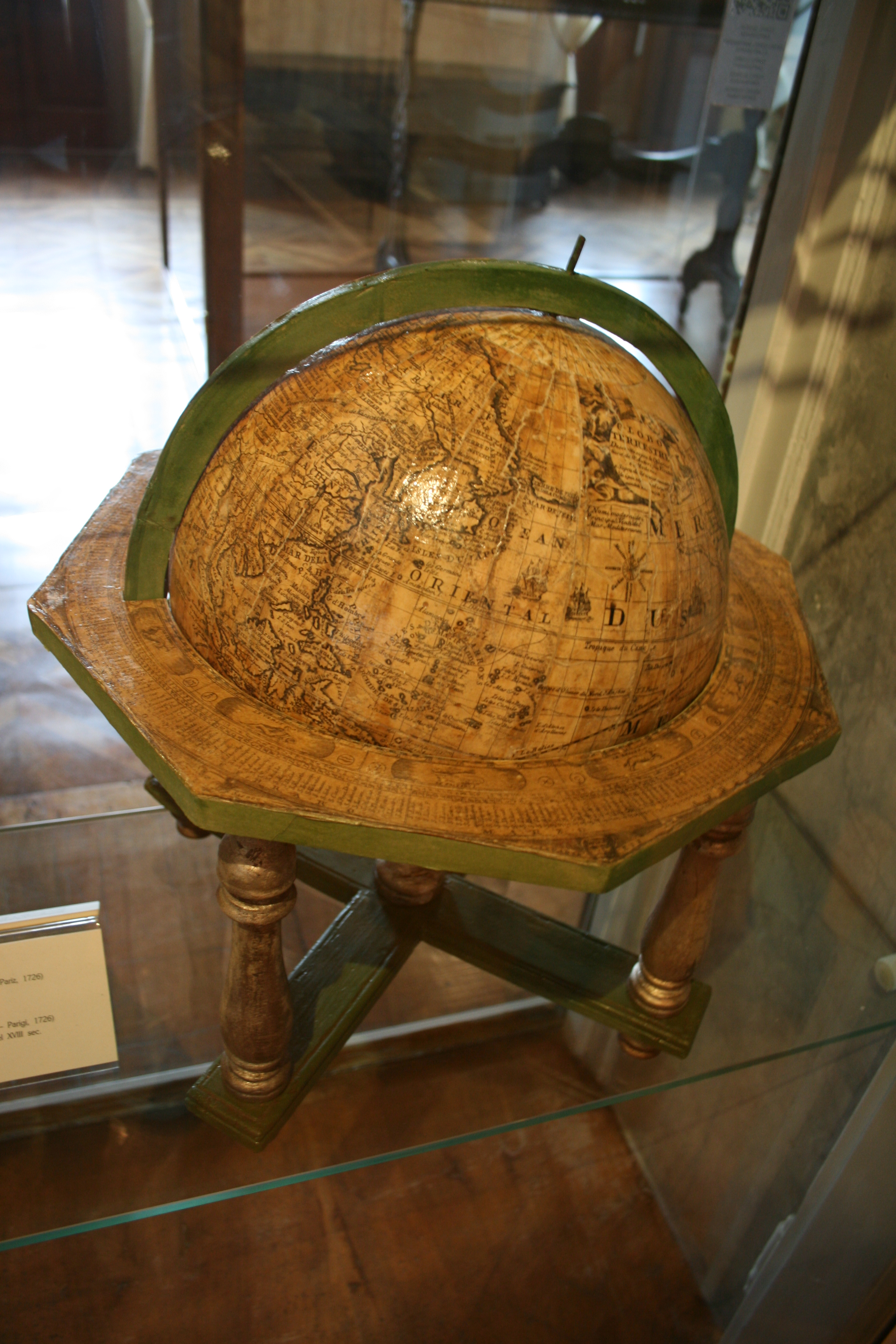
Globus von Guillaume Delisle im Marinemuseum in Piran

Guillaume Delisle (* 28. Februar 1675 in Paris; † 25. Januar 1726 in Paris), auch Guillaume de l’Isle genannt, war ein französischer Kartograph.

## Leben
1702 wurde er Mitglied der Pariser Académie des sciences, erhielt dazu den Titel eines königlichen Geographen und von Ludwig XIV. den Auftrag, seinen Urenkel (späterer König Ludwig XV.) in der Erdkunde zu unterrichten. Im Auftrag Peters des Großen lieferte er eine große Karte des Kaspischen Meeres, dessen wahre Lage und Gestalt erst dadurch bekannt wurde. Delisle war der erste, der eine wissenschaftlich vergleichende Geographie anbahnte, indem er bei seinen Werken auch Reiseberichte und die Werke von Naturforschern benutzte. Er gab zahlreiche Landkarten heraus, die sich durch Eleganz und Schärfe von den früheren Karten unterschieden.
Sein Vater Claude Delisle (1644–1720) war ebenfalls ein Kartograph, Historiker und Geograph.
Sein Bruder Joseph-Nicolas Delisle (1688–1768) war ein bekannter Astronom. Sein jüngster Bruder Louis De l’Isle de la Croyère (1690–1741) war ebenfalls Astronom und Teilnehmer der von Vitus Bering geleiteten Großen Nordischen Expedition.

## Ehrungen
- Seit 1723 war er auswärtiges Mitglied der Preußischen Akademie der Wissenschaften.[2]
- Nach ihm wurde der 712 km² große Salzwassersee Lac Guillaume-Delisle in der kanadischen Provinz Québec benannt.
- Der Schriftsteller Bernard le Bovier de Fontenelle hat eine Eloge für die Académie des sciences über ihn geschrieben.
- Nach ihm und seinem Bruder Joseph-Nicolas wurde der Asteroid (12742) Delisle benannt.

## Werke
- Galliae Regnum In Omnes Suas Provincias Accurate Divisum = La France. Norimbergae, 1709 (Digitalisat)
- Insulæ et regni Siciliæ novissima tabula / inventa par G. de lIsle, et edita par Joachim Ottens; J. Keyser sculptor. - Amsterdam : Ioachim Ottens, circa 1717. Digitalisierte Ausgabe der Universitäts- und Landesbibliothek Düsseldorf
- Traité du cours des fleuves (Par. 1720).
- Théatre De La Guerre ou Carte Nouvelle Du Cours Du Rhin depuis Strasbourg jusqu'à Worms et Les Pays Adjacens / Par G. de L'Isle Geogr.. A Amsterdam, [zwischen 1725 u. 1750] (Digitalisat)
- Partie Meridionale De La Souabe : qui Convient au Theatre De La Guerre ou Carte Nouvelle Du Cours Du Rhin au dessus de Strasbourg. A Amsterdam, [zwischen 1725 und 1750] (Digitalisat)
- Nieuwe Kaart van Muskovien. Ratelband, Amsterdam 1732 (Digitalisat)
- Partie meridionale de la Souabe. De L’Isle, Paris ca. 1740 (Digitalisat)
- Partie meridionale de la Souabe. Covens & Mortier, Amsterdam ca. 1740 (Digitalisat)
- Mappae Imperii Moscovitici pars Septentrionalis / adornata per Guillielmum de l'Isle, Membrum Academiae Regalis Scientiarum et celeberr: Reg: Galliae Geographum ; nunc vero aeri incisa et venalis exposita à Matth: Seutter, S. Caes. M. Geogr. ; Cum Gratia et Privil. S.R.I. Vicariat[us] in partib[us] Rheni, Sveviae, et Iuris Franconici. Aug[ustae Vindelicorum], [circa 1740] (Digitalisat)
- Grand Theatre de la Guerre sur les Frontieres de France & D'Allemagne ou carte nouvelle Du Cours Du Rhin et des Païs Circonvoisins. A Amsterdam, [circa 1740] (Digitalisat)
- Regni Galliae seu Franciae et Navarrae Tabula Geographica. Norimb., 1741 (Digitalisat)
- Le Flambeau de la Guerre Allumee Au Rhin. Representee en 36 Nouvelles Cartes Geographiques, Dans lesqelles on voit le Rhin depuis Bon jusqu’au Basle & les autres Places aux environs. Schenk, Amsterdam, 1743 (Digitalisat)
- Nouvelle Carte de la Petite Tartarie et la Mer Noire, montrant les Frontieres de l'Imperatrice de Russie. a Amsterdam, [circa 1745] (Digitalisat)
- Africa : Concinnata Secundum Observationes Membror. Acad. Regal. Scientiarum et nonnullorum aliorum, et iuxta recentissimas annotationes. Augustae Vindelicorum, nach 1756 (Digitalisat)
- Imperii Moscovitici pars Australis / in lucem edita per Guillielmum de L'Isle, celeberr. Regis Galliae Geographum; nunc excusa et venalis exposita per Matthæum Seutter, S.C.M.G. Augustae Vindelic[orum], [vor 1757] (Digitalisat)
- Gallia : Concinnata ad magnum numerum mapparum particularium manu scriptarum vel impreßarum iuxta genuinum situm locorum et collatarum cum Itinerariis veteribus et recentioribus. Seutter, Augustae Vindelicorum zwischen 1730 u. 1760 (Digitalisat)
- Nouvêlle Carte du Royaume de Dalmacie. A Amsterdam, [um 1750] (Digitalisat)
- CARTE DE L EGYPTE DE LA NUBI DE LABESSINI Amsterdam chez IAN BT ELWE MDCCXCII
- Comitatus Flandriae Descriptio per Observationes Astronomicas Academiae Regiae Scientiarum quae est Parisis. Agustae Vindelicorum, [um 1760] (Digitalisat)
- Théatre De La Guerre ou Carte Nouvelle Du Cours Du Rhin depuis Worms jus qu'a Bonne et Les Pays Adjacens. Amsterdam (Digitalisat)
- [Pa]rtie Septentrionale De La Souabe. A Amsterdam, [1. Hälfte 18. Jahrhundert] (Digitalisat)
- Pars Sueviæ Australior / Per Guilielmum de l'Isle Regiæ Scientiarum Academiæ Socium ; apud Tobiam Conradum Lotter, Calcogr: Augustæ, [zwischen 1757 und 1777] (Digitalisat)
- Pars Sueviæ Borealior / Per Guilielmum de l'Isle Regiæ Scientiarum Academiæ Socium ; apud Tobiam Conradum Lotter, Calcogr. Augustæ, [zwischen 1740 und 1780] (Digitalisat)